# 西野七海
西野 七海（にしの なみ、1963年2月23日 - ）は、フリーアナウンサー。エス・オー・プロモーション所属。東京都出身、血液型B型。夫は元プロ野球選手の嶋田信敏。

## 来歴・人物
- 東京アナウンスアカデミー出身。日本電信電話に勤務していた。
- アナウンサーとして活躍する一方で接客コンサルタントとして各種企業で研修講師を務める。研修プログラムは「話し方」「傾聴テクニック」「コミュニケーション」「商品説明力」など。
- 女性初のJリーグベンチリポーターを務めた。
- ラジオ番組「キンキンのサンデー・ラジオ」の出演の縁で、愛川欽也の主宰する「劇団キンキン塾」に参加し舞台にも出演する。
- 「動物の殺処分廃止活動を推奨する愛犬家である(ゴールデンレトリバー、ミニチュアダックスフント）
- 趣味は読書（好きな作家は奥田英朗、浅田次郎、誉田哲也など）、犬の散歩、酒場めぐり、入浴など。
- 資格としてジュニア・アスリートフードマイスター（日本ベジタブル＆フルーツマイスター協会認定）、福祉住環境コーディネーター（東京商工会議所認定）を所有している。

## 出演番組・作品

### テレビ
- いまどこイレブン（J:COM関東） - 金曜日キャスター

- Nスタ（TBS） - リポーター
- やっぱりみなと　ぐぐっとGOOD！（港区広報番組）（JCNみなと新宿） - リポーター
- 週刊彩の国ニュース（テレビ埼玉）
- news every.「特集」コーナー　（2010年4月〜、日本テレビ） -　リポーター
- レディス4（テレビ東京）- リポーター
- めざまし天気（フジテレビ）- お天気キャスター
- スーパーモーニング（テレビ朝日）- リポーター
- アジア情報交差点（NHK-BS）- キャスター
- ニュースプラス1（日本テレビ）- リポーター
- ときめきマイワーク （TBS）- キャスター
- NEWSもぎたて朝一番（テレビ東京）- スポーツ担当
- Let It Beat Japan（千葉テレビ）- 司会

### ラジオ
- 全国民放101社「アテネオリンピックレポート」パーソナリティー
- 全国民放101社「野球ドリームチーム金メダルへの道」パーソナリティ
- 文化放送「団塊倶楽部」リポーター
- 文化放送「キンキンのサンデー・ラジオ」リポーター
- 文化放送「竹内靖夫の電リクハローパーティー」リポーター
- 文化放送「土曜ワイドＢＡＯＢＡＢ」アシスタント
- スタイル・エッジ「小倉・IMALUの○○玉手箱」ゲスト
- FM横浜「PROGRAM　COUNCIL　新井満の世界」パーソナリティー
- ラジオコマーシャル多数

### コマーシャル
- 味の素
- 東洋アルミホイルプロダクツ
- 森永ミルクココア
- ごみっこポイ
- 三菱霧ケ峰エアコン
- 早稲田アカデミー
- 厚生労働省「全国労働衛生週間」
- ぷらっと
- DELLコンピューター
- ヴァレデローズ

### ゲーム
- キャプテン・ラヴ （青野静果）